# Jordan 193
Chronologie des modèles (1993)
Jordan 192 Jordan 194
La Jordan 193 est la monoplace de Formule 1 engagée par Jordan Grand Prix lors du championnat du monde de Formule 1 1993. Elle est pilotée par le Brésilien Rubens Barrichello qui effectue sa première saison en Formule 1 et l'Italien Ivan Capelli. Ce dernier est successivement remplacé par le Belge Thierry Boutsen, les Italiens Marco Apicella et Emanuele Naspetti et le Nord-Irlandais Eddie Irvine. Naspetti est également le pilote-essayeur de l'écurie.

## Historique

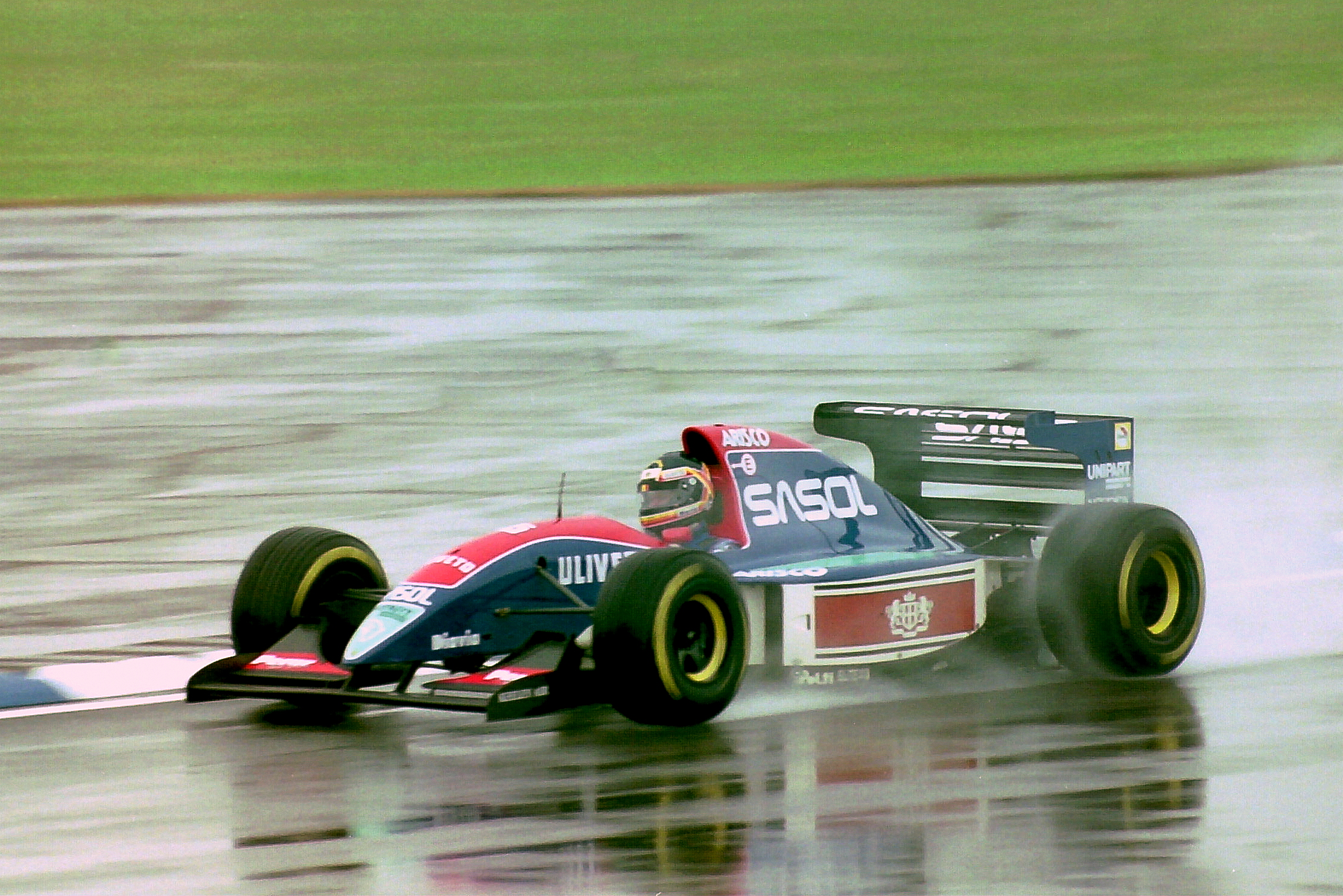
Boutsen à bord de la Jordan 193 lors des essais libres du Grand Prix de Grande-Bretagne 1993.

Après une saison 1992 très laborieuse par rapport au championnat 1991, Jordan Grand Prix décide de modifier fondamentalement sa monoplace. La 193 se distingue de sa devancière, la Jordan 192, par une aérodynamique plus travaillée : le nez de la monoplace est plus bombé et l'aileron avant est droit. Le moteur Yamaha, peu compétitif, est remplacé par un moteur Hart. Au niveau des aides électroniques, elle possède un antipatinage et une boîte de vitesses semi-automatique, peu fiable au point d'être remplacée par une boîte manuelle en cours de saison. Jordan, contrairement aux autres écuries, ne dispose pas de suspension active faute d'un budget suffisant. La 193 souffre de problèmes d'instabilité causés par un empattement trop court.
La saison commence en Afrique du Sud par un double abandon, Ivan Capelli étant victime d'un accident dès le deuxième tour tandis que Rubens Barrichello casse sa boite de vitesses au trente-et-unième tour. La manche suivante, au Brésil, s'avère plus délicate encore : si Barrichello réalise le quatorzième temps des qualifications à 3,7 secondes de la pole position d'Alain Prost, Capelli tourne plus de deux secondes plus lentement que son coéquipier et obtient le vingt-sixième et dernier temps de la séance, se retrouvant non-qualifié pour la course lors de laquelle Barrichello abandonne au treizième tour sur problème de boîte de vitesses,.
Pour la course suivante, disputée à Donington Park, Capelli, limogé, est remplacé par Thierry Boutsen qui abandonne au soixante-et-unième tour sur un problème d'accélérateur alors que Barrichello, en lutte pour la troisième place tout au long de la course, tombe en panne d'essence à six tours de l'arrivée. À Saint-Marin, aucune Jordan ne rallie l'arrivée, Boutsen abandonnant après un tour à cause de sa boîte de vitesses, Barrichello partant en tête-à-queue au dix-septième tour. En Espagne, le Belge et le Brésilien se classent onzième et douzième, à trois tours du vainqueur, Alain Prost. Dans les rues de Monaco, Barrichello termine neuvième à deux tours d'Ayrton Senna alors que son équipier brise sa suspension au douzième tour. Au Canada, Boutsen finit douzième à deux tours de Prost alors que le Brésilien abandonne sur défaillance électrique au dixième tour. En France, Barrichello, longtemps sixième, est dépassé par Michael Andretti à deux tours de l'arrivée et se classe septième tandis que son équipier termine onzième, à deux tours de Prost. Au Grand Prix de Grande-Bretagne, le Belge abandonne au quarantième tour à cause d'un problème de pneumatique tandis que son équipier termine dixième, à un tour de Prost. S'ensuit une période de quatre abandons consécutifs pour Barrichello : en Allemagne, il subit un problème de roue, en Hongrie, il est victime d'un accident au premier tour, en Belgique, il subit une nouvelle fois un problème de roulement de roue et en Italie, il est impliqué dans un carambolage au départ de la course. Pendant ce temps, Boutsen réalise son meilleur résultat de la saison, une neuvième place, obtenue au Hungaroring, à deux tours du vainqueur Damon Hill. 
Boutsen, largement dominé par son jeune coéquipier, notamment en qualifications (il ne parvient qu'à deux reprises à se qualifier dans les vingt premiers alors que Barrichello se qualifie constamment en milieu de grille), est remplacé par Marco Apicella au Grand Prix d'Italie. Pour son unique apparition en Formule 1, le novice italien se qualifie en vingt-troisième position alors que Barrichello, cinq dixièmes de seconde plus rapide que lui, réalise le dix-neuvième temps, à près de quatre secondes de Prost. En course, Apicella, tout comme son équipier, abandonne lors du carambolage du premier tour,.
Pour la manche suivante, disputée au Portugal, Apicella est remplacé par Emanuele Naspetti, le pilote-essayeur de l'écurie. Vingt-troisième des qualifications, à une seconde de Barrichello, et quinzième sur la grille de départ, l'Italien abandonne au bout de huit tours sur casse moteur alors qu'il était vingt-quatrième ; le Brésilien termine treizième, à trois tours de Michael Schumacher,.
Pour les deux derniers Grands Prix de la saison, Jordan remplace Naspetti par Eddie Irvine, pilote engagé en championnat du Japon de Formule 3000. Pour son premier engagement en Formule 1, au Japon, le Nord-Irlandais se qualifie en huitième position, devançant Barrichello, douzième temps, de quatre dixièmes de seconde. En course, un temps quatrième de l'épreuve, Irvine marque son premier point en Formule 1 grâce à sa sixième place tandis que son coéquipier termine cinquième,. Les deux pilotes ne réitèrent pas leur bonne performance réalisée à Suzuka en Australie, Irvine abandonnant au bout de dix tours après un accident et Barrichello franchissant la ligne d'arrivée en onzième position, à trois tours de Senna.
À la fin de la saison, Jordan Grand Prix termine à la onzième place du championnat des constructeurs avec trois points ; Rubens Barrichello se classe dix-huitième du championnat des pilotes avec deux points tandis qu'Eddie Irvine prend la vingt-deuxième place avec deux points.

## Engagement auTrofeo Indoor di Formula 1
Les 4 et 5 décembre 1993, Jordan Grand Prix participe au Trofeo Indoor di Formula 1, une épreuve d'exhibition organisée en marge du Motor Show de Bologne, une exposition internationale reconnue par l'Organisation internationale des constructeurs automobiles qui se tient dans les salons de la foire de Bologne. Bien que l'épreuve soit baptisée indoor, la piste, d'une longueur de 1 300 mètres, est située à l'extérieur des locaux de l'exposition. Pour cette sixième édition, l'écurie Jordan Grand Prix, la Scuderia Italia et la Scuderia Minardi sont engagés, ce qui leur permet d'une part de se présenter devant leur public national et d'autre part, permet aux directeurs d'écurie de nouer des contacts avec d'éventuels partenaires financiers pour compléter leur budget pour la saison à venir.
La Scuderia Minardi engage une monoplace M193 confiée à l'Italien Pierluigi Martini. Jordan Grand Prix confie deux 193 à son titulaire Rubens Barrichello et à l'Italien Vittorio Zoboli, pilote de Formule 3000 entre 1990 et 1993. Enfin, la Scuderia Italia engage deux Lola T93/30, pilotées par Michele Alboreto et Fabrizio Barbazza.
Lors du tour préliminaire, Rubens Barrichello se classe premier de l'épreuve, suivi de Pierluigi Martini et de Vittorio Zoboli. Les deux pilotes de la Scuderia Italia, Michele Alboreto et Fabrizio Barbazza prennent respectivement les quatrième et cinquième places. Barbazza est éliminé de la compétition. La phase finale se compose de deux manches à élimination directe, les pilotes devant remporter deux courses pour se qualifier à la manche suivante. Lors de la première manche, Zoboli affronte Barrichello, qui remporte le duel avec un score de deux points alors que l'Italien n’en gagne aucune. Dans l'autre demi-finale, Alboreto est opposé à Martini, qui remporte les deux courses opposant ces pilotes. Alboreto participe alors à la petite finale qui l'oppose à Zoboli. Le pilote de la Scuderia Italia est défait par le pilote Jordan qui en remporte deux. La finale oppose Pierluigi Martini à Rubens Barrichello, ce dernier remportant le trophée en remportant deux courses contre une pour son adversaire.

## Résultats en championnat du monde de Formule 1
| Saison | Écurie       | Moteur        | Pneus    | Pilotes            | Courses | Courses | Courses | Courses | Courses | Courses | Courses | Courses | Courses | Courses | Courses | Courses | Courses | Courses | Courses | Courses | Points inscrits | Classement |
| Saison | Écurie       | Moteur        | Pneus    | Pilotes            | 1       | 2       | 3       | 4       | 5       | 6       | 7       | 8       | 9       | 10      | 11      | 12      | 13      | 14      | 15      | 16      | Points inscrits | Classement |
| ------ | ------------ | ------------- | -------- | ------------------ | ------- | ------- | ------- | ------- | ------- | ------- | ------- | ------- | ------- | ------- | ------- | ------- | ------- | ------- | ------- | ------- | --------------- | ---------- |
| 1993   | Sasol Jordan | Hart 1035 V10 | Goodyear |                    | AFS     | BRÉ     | EUR     | SMR     | ESP     | MON     | CAN     | FRA     | GBR     | ALL     | HON     | BEL     | ITA     | POR     | JAP     | AUS     | 3               | 11e        |
| 1993   | Sasol Jordan | Hart 1035 V10 | Goodyear | Rubens Barrichello | Abd     | Abd     | 10e*    | Abd     | 12e     | 9e      | Abd     | 7e      | 10e     | Abd     | Abd     | Abd     | Abd     | 13e     | 5e      | 11e     | 3               | 11e        |
| 1993   | Sasol Jordan | Hart 1035 V10 | Goodyear | Ivan Capelli       | Abd     | Nq      |         |         |         |         |         |         |         |         |         |         |         |         |         |         | 3               | 11e        |
| 1993   | Sasol Jordan | Hart 1035 V10 | Goodyear | Thierry Boutsen    |         |         | Abd     | Abd     | 11e     | Abd     | 12e     | 11e     | Abd     | 13e     | 9e      | Abd     |         |         |         |         | 3               | 11e        |
| 1993   | Sasol Jordan | Hart 1035 V10 | Goodyear | Marco Apicella     |         |         |         |         |         |         |         |         |         |         |         |         | Abd     |         |         |         | 3               | 11e        |
| 1993   | Sasol Jordan | Hart 1035 V10 | Goodyear | Emanuele Naspetti  |         |         |         |         |         |         |         |         |         |         |         |         |         | Abd     |         |         | 3               | 11e        |
| 1993   | Sasol Jordan | Hart 1035 V10 | Goodyear | Eddie Irvine       |         |         |         |         |         |         |         |         |         |         |         |         |         |         | 6e      | Abd     | 3               | 11e        |

Légende : ici 

* Le pilote n'a pas terminé la course mais est classé pour avoir parcouru plus de 90 % de la distance de course.

## Résultats duTrofeo Indoor di Formula 11993
| Position | Pilote             | Écurie                  | Points |
| -------- | ------------------ | ----------------------- | ------ |
| 1        | Rubens Barrichello | Jordan-Hart             | 12     |
| 2        | Pierluigi Martini  | Minardi-Ford            | 10     |
| 3        | Vittorio Zoboli    | Jordan-Hart             | 8      |
| 4        | Michele Alboreto   | Scuderia Italia-Ferrari | 2      |
| 5        | Fabrizio Barbazza  | Scuderia Italia-Ferrari | 2      |

|  | Demi-finales       | Demi-finales      |                        |   | Finale | Finale |
|  | Demi-finales       | Demi-finales      |                        |   | Finale | Finale |
|  |                    |                   |                        |   |        |        |
|  |                    |                   |                        |   |        |        |
|  |                    |                   |                        |   |        |        |
|  | Rubens Barrichello | 2                 |                        |   |        |        |
|  | Rubens Barrichello | 2                 |                        |   |        |        |
|  | Vittorio Zoboli    | 0                 |                        |   |        |        |
|  | Vittorio Zoboli    | 0                 | Rubens Barrichello     | 2 |        |        |
|  |                    |                   | Rubens Barrichello     | 2 |        |        |
|  |                    | Pierluigi Martini | 1                      |   |        |        |
|  | Michele Alboreto   | Pierluigi Martini | 1                      | 0 |        |        |
|  | Michele Alboreto   |                   |                        | 0 |        |        |
|  | Pierluigi Martini  | 2                 |                        |   |        |        |
|  | Pierluigi Martini  | 2                 | Match pour la 3e place |   |        |        |
|  |                    |                   |                        |   |        |        |
|  |                    |                   |                        |   |        |        |
|  |                    |                   |                        |   |        |        |
|  | Vittorio Zoboli    | 2                 |                        |   |        |        |
|  | Vittorio Zoboli    | 2                 |                        |   |        |        |
|  | Michele Alboreto   | 0                 |                        |   |        |        |
|  | Michele Alboreto   | 0                 |                        |   |        |        |